# Kastolatsi
Kastolatsi, auch als Kastolatz bekannt, ist ein Dorf (estnisch küla) in der estnischen Landgemeinde Otepää (bis 2017 Puka) im Kreis Valga. Kastolatsi hat 56 Einwohner (Stand 31. Dezember 2021).

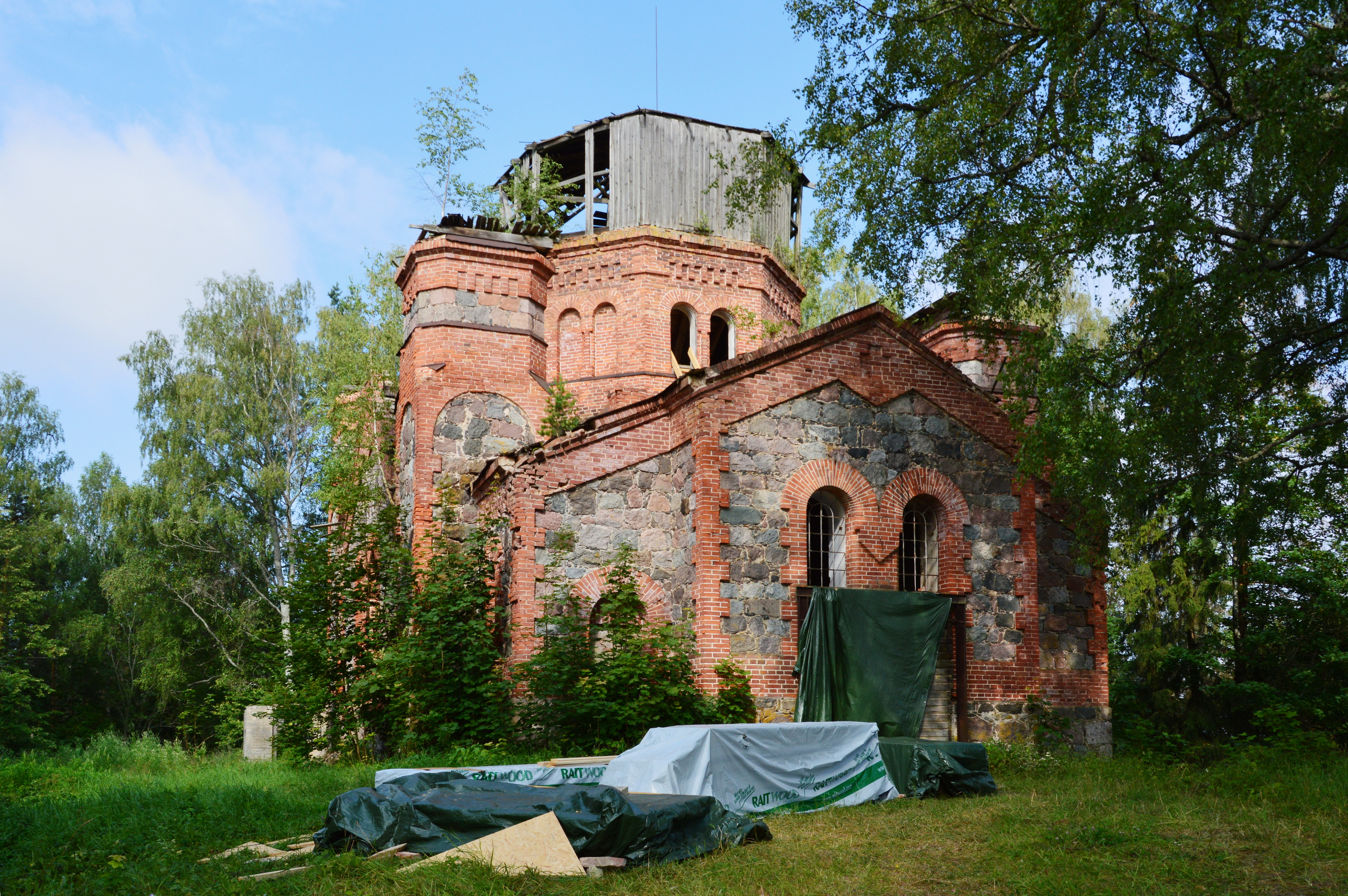
Ruinen der orthodoxen Kirche (2014)

In Kastolatsi steht eine orthodoxe Kirche, die 1873 erbaut und im folgenden Jahr geweiht wurde. Auf Estnisch heißt sie Kastolatsi Neitsi Maarja Rõõmukuulutamise kirik. Der letzte Gottesdienst der Gemeinde fand im Jahr 1951 statt und kein einziges Gemeindemitglied nahm daran teil. Sechs Jahre später wurde die Gemeinde aufgelöst.